# عبد القادر عز الدين
عبد القادر عز الدين حمودي، (1934-2024)، هو سياسي ووزير عراقي، ولد في الشرقاط عام 1934، وأنهى فيها دراسته الابتدائية ثم رحل إلى تكريت حيث أكمل دراسته الثانوية عام 1952.
دخل كلية الآداب والعلوم، فرع الاقتصاد السياسي، وحصل على شهادة بكالوريوس سنة 1956. خدم بصفة ضابط احتياط في الجيش العراقي، ثم عمل مدرسا ومديرا في العديد من المدارس المتوسطة والاعدادية، حتى ترقى في المناصب وشغل منصب مدير تربية الموصل 1969-1975، ووكيلا لوزارة التربية 1975-1981.
كلف بمنصب وزير التربية للفترة من 27 تموز 1981 حتى 23 آذار 1991. كما كلف بمنصب وزير التعليم العالي بالوكالة للفترة من 22 كانون الأول 1983 حتى 25 تموز 1985.
خلفه حكمت عبد الله البزاز في منصب وزير التربية.
كذلك كان عضوا في المجلس الوطني 1980-1988.
كان يقيم في الشرقاط حتى وفاته في 21 حزيران 2024.

## مؤلفاته
- الشرقاط بين عبقرية المكان ونشاط الإنسان، أربع مجلدات صدرت بين سنتي 2011 و 2012[3]
- حواضر الشرقاط وقراها بين لفظها ومعناها، صدر سنة 2014[4]

## وفاته
توفي عبد القادر عز الدين في محافظة صلاح الدين في قضاء الشرقاط يوم الجمعة الموافق 21 حزيران 2024.

## وصلات خارجية
المربي التربوي عبدالقادرعزالدين  على فيسبوك.